# Teatro dell'Arca
Il Teatro dell'Arca è un teatro italiano, con sede a Genova.
È il primo teatro in Europa costruito appositamente all'interno di un carcere, la casa circondariale di Marassi, e accessibile da qualsiasi spettatore.

## Storia

Il logo del teatro

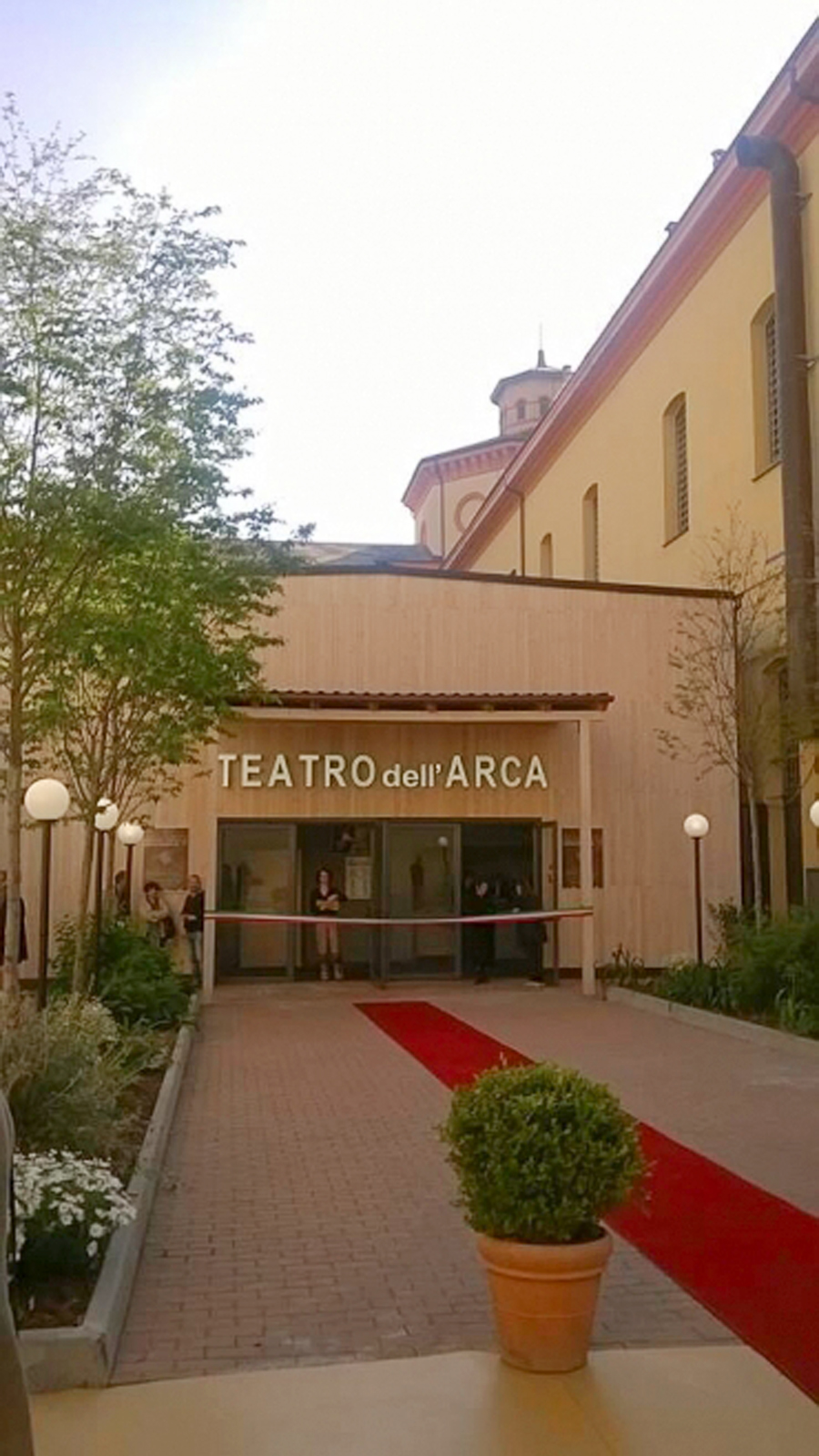
Il viale d'ingresso al teatro

La progettazione del Teatro dell'Arca è iniziata nel 2010, riqualificando un'area in disuso dell'area circondariale, mentre i lavori per la costruzione alla fine del 2012, con un progetto architettonico costituito da un edificio in legno, ispirato ai materiali dell'Arca di Noè (da cui deriva anche il nome), per rappresentare idealmente una prospettiva di salvezza e di un nuovo inizio per mezzo dell'arte. Nel novembre del 2013, Dario Fo ha fatto da padrino al teatro con una visita durante le attività del cantiere, firmando una delle tavolette in legno della struttura.
Nel 2014 è stata messa in scena l'anteprima de l'Amleto, con regia di Sandro Baldacci. Il palinsesto è stato inaugurato ufficialmente con una riduzione del romanzo Qualcuno volò sul nido del cuculo di Ken Kesey. Da allora il teatro propone un cartellone di spettacoli originali o della drammaturgia classica, con una decina di eventi messi in scena ogni stagione, interpretati dalla compagnia del teatro ma anche ospitando compagnie nazionali, con la collaborazione di teatri o enti culturali esterni (tra i quali il Teatro Stabile di Genova, il Palazzo Ducale, la Fondazione Luzzati - Teatro della Tosse, l'Associazione per la Ricerca Teatrale, il Teatro dell'Ortica, il Festival della scienza). Ciclicamente il teatro ospita anche, concerti, laboratori, rassegne e corsi di formazione.
Fra le opere portate in scena, riduzioni teatrali de l'Amleto, Romeo e Giulietta, l'Odissea, Moby Dick, Riccardo III e testi originali o da opere della letteratura. In occasione dell'inaugurazione della stagione teatrale 2019/2020, la struttura è stata restaurata.
Il teatro è gestito dall'associazione Teatro Necessario con la Compagnia degli SCatenati. L'associazione, nata come Onlus nel 2009 ma attiva presso il carcere di Marassi dal 2005, ha all'attivo spettacoli e progetti in numerosi teatri italiani.. Il progetto è sostenuto, fra gli altri, da: Ministero della giustizia, Ministero per le attività culturali, Regione Liguria, Provincia di Genova, Comune di Genova, Compagnia di San Paolo e dalla Chiesa Valdese.

## Descrizione
La struttura dispone di 200 posti, con quinte armate e palcoscenico da dodici metri per dieci con sipario e torre scenica da nove metri di altezza.

## Riconoscimenti
- 2010 Medaglia ed encomio del Presidente della Repubblica[19]
- 2016 Medaglia del Presidente della Repubblica[19]